# トレンメア・ローヴァーズFC
トレンメア・ローヴァーズ・フットボール・クラブ（Tranmere Rovers Football Club）は、イングランド北西部、マージーサイド州、バーケンヘッドを本拠地とするサッカークラブチーム。
2022-2023シーズンはEFLリーグ2（4部に相当）に所属する。プレミアリーグ所属のリヴァプールFC、エヴァートンFCとはマージー川を挟んで対岸に位置する。
マージーサイド・ダービーは、多くの場合はリヴァプールFC対エヴァートンFCの組み合わせを指すが、広義にはトレンメア対リヴァプール、トレンメア対エヴァートンの組み合わせを含む。

## 歴史
1921-22シーズンのフットボールリーグの所属チーム数の増加に伴い地域リーグからフットボールリーグに初参加。サードディビジョン・ノースに所属した。1937-38シーズンに優勝し、2部初昇格。しかし翌シーズンに2部最下位で降格した。その後クラブは長らく低迷。1960-61シーズンには初の4部降格を喫する。
3部に所属していた1989-90シーズンには4位に終わり昇格プレーオフに進出。しかし決勝でノッツ・カウンティFCに敗れ、久々の2部昇格を逃した。またこのシーズンはEFLトロフィーで初優勝を果たしている。翌1990-91シーズンは5位で2年連続昇格プレーオフ進出。今度は決勝でボルトン・ワンダラーズFCを破り、52年ぶりに2部昇格を果たした。
1992-93シーズンから3シーズン連続でプレミアリーグ昇格プレーオフ圏内の順位で終え、プレーオフを戦ったが、いずれも準決勝で敗れ、悲願の1部昇格は果たせなかった。1999-2000シーズンは2部で13位に終わったが、カップ戦では好調で、FAカップではベスト8まで勝ち残り、EFLカップでは初の決勝進出を果たした。決勝ではレスター・シティFCに敗れ、準優勝に終わった。
2000-01シーズンに3部降格。以降チームは低迷の一途を辿り、2013-14、14-15シーズンと2年連続で降格。初の5部降格を喫した。2017-18、18-19シーズンに連続で昇格し、3部へ返り咲いたが、翌19-20シーズンは1年で再び4部へ降格した。
これまでの最高位は1992-93シーズンの2部4位。FAカップは1999-2000,01-02,03-04シーズンのベスト8。EFLカップは99-00シーズンの準優勝が最高成績。

## クラブ各種記録
一試合最多観客動員数
- 74,313人 vs レスター・シティ ワージントンカップ決勝 2000

一試合最低観客動員数
- 286人 vs USレッチェ アングロ・イタリアンカップ 1994

一試合最多得点勝利試合
- 13-4 vs オールダム・アスレティックAFC 1935-1936

## タイトル

### 国内タイトル
- フットボールリーグ・ディヴィジョン3・ノース：1回

1937-1938
- ウェルシュカップ：1回

1934-1935
- フットボールリーグトロフィー：1回

1989-1990

### 国際タイトル
- なし

## 過去の成績
| シーズン | ディビジョン               | ディビジョン | ディビジョン | ディビジョン | ディビジョン | ディビジョン | ディビジョン | ディビジョン | ディビジョン | FAカップ      | EFLカップ | 欧州カップ/その他                  | 欧州カップ/その他 | 最多得点者                          | 最多得点者 |
| シーズン | リーグ                     | 試           | 勝           | 分           | 敗           | 得           | 失           | 点           | 順位         | FAカップ      | EFLカップ | 欧州カップ/その他                  | 欧州カップ/その他 | 選手                                | 得点数     |
| -------- | -------------------------- | ------------ | ------------ | ------------ | ------------ | ------------ | ------------ | ------------ | ------------ | ------------- | --------- | ---------------------------------- | ----------------- | ----------------------------------- | ---------- |
| 2004-05  | フットボールリーグ1        | 46           | 22           | 13           | 11           | 73           | 55           | 79           | 3位          | 1回戦敗退     | 2回戦敗退 | EFLトロフィーリーグ1プレーオフ2005 | 準決勝敗退        | Iain Hume                           | 15         |
| 2005-06  | フットボールリーグ1        | 46           | 13           | 15           | 18           | 50           | 52           | 54           | 18位         | 1回戦敗退     | 1回戦敗退 | EFLトロフィー                      | 準々決勝敗退      | Chris Greenacre                     | 15         |
| 2006-07  | フットボールリーグ1        | 46           | 18           | 13           | 15           | 58           | 53           | 67           | 9位          | 2回戦敗退     | 1回戦敗退 | EFLトロフィー                      | 2回戦敗退         | Chris Greenacre                     | 17         |
| 2007-08  | フットボールリーグ1        | 46           | 18           | 11           | 17           | 52           | 47           | 65           | 11位         | 3回戦敗退     | 1回戦敗退 | EFLトロフィー                      | 1回戦敗退         | Chris Greenacre                     | 11         |
| 2008-09  | フットボールリーグ1        | 46           | 21           | 11           | 14           | 62           | 49           | 74           | 7位          | 2回戦敗退     | 1回戦敗退 | EFLトロフィー                      | 準決勝敗退        | Antony Kay                          | 11         |
| 2009-10  | フットボールリーグ1        | 46           | 14           | 9            | 23           | 45           | 72           | 51           | 19位         | 3回戦敗退     | 2回戦敗退 | EFLトロフィー                      | 2回戦敗退         | Ian Thomas-Moore                    | 13         |
| 2010-11  | フットボールリーグ1        | 46           | 15           | 11           | 20           | 53           | 60           | 56           | 17位         | 1回戦敗退     | 2回戦敗退 | EFLトロフィー                      | 準決勝敗退        | Enoch Showunmi                      | 11         |
| 2011-12  | フットボールリーグ1        | 46           | 14           | 14           | 18           | 49           | 53           | 56           | 12位         | 1回戦敗退     | 1回戦敗退 | EFLトロフィー                      | 準々決勝敗退      | Jake CassidyJoss LabadieLucas Akins | 5          |
| 2012-13  | フットボールリーグ1        | 46           | 19           | 10           | 17           | 58           | 48           | 67           | 11位         | 3回戦敗退     | 2回戦敗退 | EFLトロフィー                      | 1回戦敗退         | Jake Cassidy                        | 11         |
| 2013-14  | フットボールリーグ1        | 46           | 12           | 11           | 23           | 52           | 79           | 47           | 21位         | 2回戦敗退     | 3回戦敗退 | EFLトロフィー                      | 1回戦敗退         | Ryan Lowe                           | 19         |
| 2014-15  | フットボールリーグ2        | 46           | 9            | 12           | 25           | 45           | 67           | 39           | 24位         | 3回戦敗退     | 1回戦敗退 | EFLトロフィー                      | 準決勝敗退        | Max Power                           | 7          |
| 2015-16  | カンファレンス・ナショナル | 46           | 22           | 12           | 12           | 61           | 44           | 78           | 6位          | 予選4回戦敗退 |           | FAトロフィー                       | 1回戦敗退         | James Norwood                       | 19         |
| 2016-17  | ナショナルリーグ           | 46           | 29           | 8            | 9            | 79           | 39           | 95           | 2位          | 予選4回戦敗退 |           | FAトロフィープレーオフ2017         | 準決勝敗退準優勝  | Andy Cook                           | 23         |
| 2017-18  | ナショナルリーグ           | 46           | 24           | 10           | 12           | 78           | 46           | 82           | 2位          | 1回戦敗退     |           | FAトロフィープレーオフ2018         | 1回戦敗退優勝     | Andy Cook                           | 26         |
| 2018-19  | EFLリーグ2                 | 46           | 20           | 13           | 13           | 63           | 50           | 73           | 6位          | 3回戦敗退     | 1回戦敗退 | EFLトロフィーリーグ2プレーオフ2019 | GS敗退優勝        | ジェームズ・ノーウッド              | 29         |
| 2019-20  | EFLリーグ1                 | 34           | 8            | 8            | 18           | 36           | 60           | 32           | 21位         | 4回戦敗退     | 1回戦敗退 | EFLトロフィー                      | 3回戦敗退         | モーガン・フェリアー                | 5          |
| 2020-21  | EFLリーグ2                 | 46           | 20           | 13           | 13           | 55           | 50           | 73           | 7位          | 3回戦敗退     | 1回戦敗退 | EFLトロフィー                      | 準優勝            | ジェームズ・ヴォーン                | 18         |
| 2021-22  | EFLリーグ2                 | 46           | 21           | 12           | 13           | 53           | 40           | 75           | 9位          | 2回戦敗退     | 1回戦敗退 | EFLトロフィー                      | 2回戦敗退         | ケイン・ヘミングス                  | 8          |
| 2022-23  | EFLリーグ2                 | 46           |              |              |              |              |              |              | 位           |               |           | EFLトロフィー                      |                   |                                     |            |

## 歴代監督
- ミッキー・メロン 2016-

## 歴代所属選手
- ディキシー・ディーン 1923-1925
- イアン・グリフィス 1978-1983
- ジョン・オルドリッジ  1991-1998
- ゲーリー・スティーヴンス  1994-1998
- トーマス・ミューレ 2000
- アーロン・クレスウェル 2008-2011
- トミー・ローレンス 1971-1974